# Sarcophaga arcipes
Sarcophaga arcipes är en tvåvingeart som beskrevs av Pandelle 1896. Sarcophaga arcipes ingår i släktet Sarcophaga och familjen köttflugor.
Artens utbredningsområde är Frankrike. Inga underarter finns listade i Catalogue of Life.